# Pravy
Pravy (německy Praw) jsou obec v okrese Pardubice v Pardubickém kraji. Žije zde 117 obyvatel.

## Historie
První písemná zmínka o obci pochází z roku 1414. Obec byla součástí panství pánů z Pravy, pánů Vratislavů z Mitrovic nebo Mikolášovi Rohovládovi z Bělé. V letech 1500–1560 patřila zdejší obec do velkého panství Pernštejnů. Ti zde provedli rozsáhlé zakládání rybníků jako Pustý rybník, Pravka, Nový rybník nebo Kamenec. Po roce 1560 se stalo jako další pernštejnské statky součástí komorního (tj. královského) majetku.
6. srpna 1846 poškodilo řadu domů místní obce tornádo. 

## Obyvatelstvo
| Rok            | 1869 | 1880 | 1890 | 1900 | 1910 | 1921 | 1930 | 1950 | 1961 | 1970 | 1980 | 1991 | 2001 | 2011 | 2021 |
| -------------- | ---- | ---- | ---- | ---- | ---- | ---- | ---- | ---- | ---- | ---- | ---- | ---- | ---- | ---- | ---- |
| Počet obyvatel | 202  | 217  | 230  | 231  | 241  | 230  | 212  | 133  | 123  | 107  | 105  | 88   | 83   | 98   | 113  |
| Počet domů     | 32   | 32   | 34   | 35   | 36   | 36   | 42   | 41   | 36   | 36   | 34   | 41   | 40   | 49   | 49   |

## Obecní správa
Mezi lety 1869–1963 Pravy byly obcí v okrese Pardubice (1869–1930), poté v letech 1949–1960 součástí okresu Přelouč a později opět součástí okresu Pardubice. V letech 1961–1990 patřily jako část obce ke Kasalicím a od 24. listopadu 1990 jsou opět samostatnou obcí.